# 凱伊拉瀑布
凱伊拉瀑布是一條位於愛沙尼亞北部的瀑布，處凱伊拉河之上，高6米，寬60至70米。